# Косут (окръг, Айова)
Окръг Косут (на английски: Kossuth County) е окръг в щата Айова, Съединени американски щати. Площта му е 2519 квадратни километра, а населението – 14 813 души (по изчисления за юли 2019 г.). Административен център е град Алгона.